# 和碩特西後旗
和碩特西後旗是青海蒙古的一旗。俗稱“柯柯貝勒旗”。其先顧實汗之裔。康熙五十五年封多羅貝勒。雍正三年授札薩克，世襲。佐領九。牧地跨柴集河，其水北注鹽池。東至錫喇鹽海子、察罕託羅海，南至合約爾巴爾克，西至布隆吉爾河源，北至果庫圖爾、希拉庫圖爾。 鹽池在青海西南，周百餘里，產青鹽。蒙古名達布遜淖爾。其水自錫喇庫特爾山之莫和爾河，與布拉克地之察罕烏蘇河， 西來匯為此池。又自池東南流出，會西來之巴爾虎河。又七十餘里，柴集河自東南來入之，名曰鹽河。復東南流，淪於功額池。凡青海蒙古與西寧一郡軍民，並各種番、回，食鹽皆取給於此。

## 沿革[2]
西後旗札薩克多羅貝勒游牧。顧實汗第六子多爾濟孫達顏，康熙五十五年(1716年)，詔分領青海右翼，封多羅貝勒。五十七年(1718年)，卒。子旺舒克喇布坦襲，六十一年(1722年)卒。無嗣。從子達什車凌降襲固山貝子。雍正三年(1725年)，授札薩克，詔世襲罔替。牧地跨柴集河，其水注鹽池。東至錫喇鹽海子察罕托羅海．南至合約爾巴爾古，西至布隆吉爾河源，北至國庫圖爾希拉庫圖爾。有佐領9。

## 歷任札薩克[3][4]
| 世代     | 姓名               | 襲爵年份 | 註釋 |
| -------- | ------------------ | -------- | --- |
| 初 封    | 達顏               |          | 康熙五十五年(1716年)，固始汗第六子多爾濟之孫達顏議遷達賴喇嘛有功，封多羅貝勒，詔領青海左翼，康熙五十七年(1718年)卒                                                               |
| 一次襲   | 旺舒克喇布坦       |          | 康熙五十八年(1719年)，其子旺舒克喇布坦襲爵 |
| 二次襲   | 達什車淩           |          | 康熙六十一年(1722年)，其叔噶爾丹岱青諾爾布之子達什車淩降襲固山貝子，雍正二年(1724年)，以討羅卜藏丹津功，晉多羅貝勒。雍正三年(1725年)授札薩克。                                   |
| 三次襲   | 丹巴車淩           |          | 乾隆二十三年(1758年)，子丹巴車淩襲 |
| 四次襲   | 濟克默特伊什       |          | 乾隆三十九年(1774年)，子濟克默特伊什襲，乾隆四十七年(1772年)，詔世襲罔替 |
| 五次襲   | 札木巴勒多爾濟     |          | 嘉慶十三年(1808年)，子札木巴勒多爾濟襲 |
| 六次襲   | 那木喀旺札勒       |          | 道光四年(1824年)，子那木喀旺札勒襲 |
| 七次襲   | 車淩諾爾布         |          | 道光十四年(1834年)，子車淩諾爾布襲，無嗣 |
| 八次襲   | 羅布桑占巴         |          | 道光十九年(1839年)，叔羅布桑占巴襲 |
| 九次襲   | 岡占綽克都布       |          | 咸豐五年(1855年)，子岡占綽克都布襲 |
| 十次襲   | 車淩端多布         |          | 光緒十五年(1889年)，子車淩端多布襲，宣統三年病故 |
| 十一次襲 | 吹庫爾僧格         |          | 民國二年(1913年)，吹庫爾僧格襲，民國三年(1914年)，晉封多羅郡王，民國四年(1915年)入朝，授翊衛副使。民國九年(1920年)入朝，歸途病故。                                               |
| 十二次襲 | 齊木公旺札勒拉卜坦 |          | 民國十九年(1930年)3月，青海省政府應左右兩翼盟長之請，准吹庫爾僧格之子齊木公旺札勒拉卜坦襲多羅郡王爵。歷任國民參政會參政員，立法院立法委員，青海蒙古駐京代表。1979年2月15日逝世。 |

### 勒旺里克津受封貝勒
宣統三年(1911年)車淩端多布病故，其侄吹庫爾僧格與勒旺里克津（拉旺仁僧）爭襲，民國六年(1917年)奉大總統令，封勒旺裡克律為貝勒，俗稱八寶王。民國九年(1920年)，吹庫爾僧格病故。民國十一年(1929年)，甘邊寧海鎮守使應大喇嘛察罕諾們汗之請，暫准勒旺里克津代理旗務，民國十九年(1930年)3月，青海省政府應左右兩翼盟長之請，准勒旺裡克津之子俄爾布仁青(又名祁福田)襲多羅貝勒職。

## 青海蒙古左翼和碩特部西後旗札薩克多羅郡王來源及世系[6]
- 康熙五十五年(1716年)，固始汗第六子多爾濟之孫達顏議遷達賴喇嘛有功，封多羅貝勒，詔領青海左翼，康熙五十七年(1718年)卒
- 康熙五十八年(1719年)，其子旺舒克喇布坦襲爵
- 康熙六十一年(1722年)其叔噶爾丹岱青諾爾布之子達什車淩降襲固山貝子
- 雍正二年(1724年)，以討羅卜藏丹津功，晉多羅貝勒
- 雍正三年(1725年)授札薩克
- 乾隆二十三年(1758年)，子丹巴車淩襲
- 乾隆三十九年(1774年)，子濟克默特伊什襲
- 乾隆四十七年(1772年)，詔世襲罔替
- 嘉慶十三年(1808年)，子札木巴勒多爾濟襲
- 道光四年(1824年)，子那木喀旺札勒襲
- 道光十四年(1834年)，子車淩諾爾布襲，無嗣
- 道光十九年(1839年)，叔羅布桑占巴襲
- 咸豐五年(1855年)，子岡占綽克都布襲
- 光緒十五年(1889年)，子車淩端多布襲，宣統三年病故
- 宣統三年(1911年)，其侄吹庫爾僧格與勒旺裡克津（拉旺仁僧）爭襲
- 民國二年(1913年)，吹庫爾僧格襲
- 民國三年(1914年)，晉封多羅郡王，民國四年(1915年)入朝，授翊衛副使。
- 民國六年(1917年)奉大總統令，封勒旺裡克律為貝勒，俗稱八寶王
- 民國九年(1920年)吹庫爾僧格入朝，歸途病故。
- 民國十一年(1929年)，甘邊寧海鎮守使應大喇嘛察罕諾們汗之請，暫准勒旺裡克津代理旗務
- 民國十九年(1930年)3月，青海省政府應左右兩翼盟長之請，准吹庫爾僧格之子齊木公旺札勒拉卜坦襲多羅郡王爵，勒旺裡克津之子俄爾布仁青(又名祁福田)襲多羅貝勒職。